# Hermann Rafetseder
Hermann Rafetseder (* 7. April 1956 in Bad Vöslau) ist ein österreichischer Historiker. Er wurde durch seine Forschungen über Bücherverbrennungen sowie zur Zwangsarbeit in der Zeit des Nationalsozialismus in Österreich bekannt. Seit 1984 wohnt er in Linz.

## Leben
Hermann Rafetseder studierte im Hauptfach Geschichte und im Nebenfach Germanistik an der Universität Wien. Daneben war er redaktioneller Mitarbeiter an Publikationsprojekten der Österreichischen Akademie der Wissenschaften, auch etwa Vorstandsmitglied des Niederösterreichischen Leichtathletikverbandes. 1983 promovierte er zum Dr. phil. mit einer grundlegenden Arbeit über öffentliche Bücherverbrennungen als Sonderfall der Zensurgeschichte. Die 1988 in der Reihe Böhlau Kulturstudien erschienene Druckfassung wurde mittlerweile zum oft zitierten Standardwerk.
Von 1984 bis 1993 war er wissenschaftlicher Mitarbeiter am Ludwig-Boltzmann-Institut für Stadtgeschichtsforschung in Linz und forschte über Gebiets- und Namensänderungen, Wahlverhalten im Bereich österreichischer Stadtgemeinden etc. Daneben absolvierte er 1992–1994 den Hochschullehrgang „Museumspädagogik“ (Kulturvermittlung) der Universität Klagenfurt.
Seit 1998 ist Rafetseder als Mitarbeiter des Österreichischen Arbeitskreises für Stadtgeschichtsforschung für eine Bibliographie zur Geschichte der österreichischen Stadtgemeinden zuständig: erst als CD-ROM-Ausgabe, dann als Online-Fassung mit jährlichen Updates. Auswahlbibliographien dazu erscheinen jährlich ab 1999 in der Zeitschrift „Pro Civitate Austriae“.
1996 begann Rafetseder für das Archiv der Stadt Linz Forschungen über das Thema Zwangsarbeit der NS-Zeit in Oberösterreich. 2001 erschien dazu die umfangreiche Studie Der „Ausländereinsatz“ zur Zeit des Nationalsozialismus am Beispiel der Stadt Linz, eine detailreiche Aufarbeitung der Verwaltungs- und Organisationsstrukturen der Zwangsarbeit in Linz. Rafetseder belegt die enge Verzahnung von privatem und öffentlichem Sektor bei der Ausbeutung immer neuer ausländischer Gruppen von Arbeitern und Arbeiterinnen in unfreien Arbeitsverhältnissen. Aufgrund des Manuskripts wurde er noch vor dessen Veröffentlichung im Dezember 2000 von der Regierungsbeauftragten Maria Schaumayer zum Historiker des Österreichischen Versöhnungsfonds bestellt. Die Funktion als Fondshistoriker bekleidete Hermann Rafetseder von 2001 bis zum Ende der Tätigkeit des Versöhnungsfonds 2005. Er kooperierte mit ausländischen Partnerinstitutionen, erstellte über 1000 Seiten an vertraulichen Gutachten, und war neben der Prüfung diverser Arten von (vor allem unklaren) Einzelfällen auch an der Entwicklung von Beurteilungskriterien beteiligt.
Für jene Tätigkeit als Versöhnungsfonds-Historiker wurde ihm von Bundespräsident Heinz Fischer im August 2007 das Goldene Ehrenzeichen für Verdienste um die Republik Österreich verliehen (die Überreichung erfolgte im Dezember 2007).
2004 wurde Hermann Rafetseder (ab 2001 im Rahmen eines Gewerbescheins für „Historische Dienstleistungen“ arbeitend) von der Gesellschaft für Landeskunde (ehemals Oberösterreichischer Musealverein) zum Bearbeiter der Bibliographie zur oberösterreichischen Geschichte bestellt. Eine Druckfassung für den Zeitraum 2001–2005 erschien 2008, eine Druckfassung für 2006–2010 im Jahr 2013; eine stark erweiterte Online-Version ist integrierender Bestandteil der Oberösterreich-Bibliographie im Forum oö geschichte auf www.ooegeschichte.at via „Historische Bibliographie“. Entsprechende Bibliographie-Updates für die Zeit bis 2018/19 sind aufgenommen.
Außerdem ist Hermann Rafetseder auch seit längerer Zeit als Familienforscher tätig, von kleineren Auftragsrecherchen bis hin zu größeren genealogischen oder hausgeschichtlichen Dokumentationen, sowohl für Privatpersonen als auch für Unternehmen.

## Veröffentlichungen
- Öffentliche Bücherverbrennungen durch den Henker. Versuch einer allgemeinen Theorie sowie Darstellung der historischen Entwicklung unter besonderer Berücksichtigung in Wien bzw. von Wien aus durchgeführter Fälle. Geisteswissenschaftliche Dissertation, Universität Wien, Wien 1983, X, 583 Blätter.
- Stadterhebungen in Österreich seit 1945 (Offizielle sowie inoffizielle Bedingungen und Hintergründe dieser Rangerhöhungen). In: Pro civitate Austriae. Heft 7, 1988, S. 13–59.
- Bücherverbrennungen. Die öffentliche Hinrichtung von Schriften im historischen Wandel (= Hubert Ch. Ehalt, Helmut Konrad (Hrsg.): Kulturstudien. Bibliothek der Kulturgeschichte. Band 12). Böhlau, Wien/Köln/Graz 1988, 360 Seiten.
- Buchhinrichtungen. Öffentliche Schriftenverbrennungen durch Henkershand als Extremfälle der Zensur. In: „Unmoralisch an sich ...“. Zensur im 18. und 19. Jahrhundert (= Herbert G. Göpfert, Erdmann Weyrauch (Hrsg.): Wolfenbütteler Schriften zur Geschichte des Buchwesens. Band 13). Wiesbaden 1988, S. 89–103 (Druckfassung eines Vortrags beim 7. Jahrestreffen des Wolfenbütteler Arbeitskreises für Geschichte des Buchwesens im Mai 1985 in der Herzog August Bibliothek, Wolfenbüttel).
- Gebiets- und Namensänderungen der Stadtgemeinden Österreichs seit der Mitte des 19. Jahrhunderts (= Wilhelm Rausch (Hrsg.): Forschungen zur Geschichte der Städte und Märkte Österreichs. Band 2). Linz 1989, XIV, 442 Seiten mit einer Übersichtskarte.
- Bibliographie zur Geschichte der Städte Österreichs. Hrsg.: Österreichischer Arbeitskreis für Stadtgeschichtsforschung. Linz 1999, CD-ROM.
- Der „Ausländereinsatz“ zur Zeit des Nationalsozialismus am Beispiel der Stadt Linz. In: Fritz Mayrhofer, Walter Schuster (Hrsg.): Nationalsozialismus in Linz.  Linz 2001 (unveränderte Neuauflage 2002), Band 2, S. 1107–1269.
- Das „KZ der Linzer Gestapo“. Neue Quellen im Rahmen des Österreichischen Versöhnungsfonds zum „Arbeitserziehungslager“ Schörgenhub. In: Walter Schuster, Maximilian Schimböck, Anneliese Schweiger (Hrsg.): Stadtarchiv und Stadtgeschichte. Forschungen und Innovationen. Festschrift für Fritz Mayrhofer zur Vollendung seines 60. Lebensjahres (= Historisches Jahrbuch der Stadt Linz 2003/2004). Linz 2004, S. 523–539 (ooegeschichte.at [PDF]).
- Bibliographie zur oberösterreichischen Geschichte 2001–2005. Nach Vorarbeiten von Johannes Wunschheim. Hrsg.: Gesellschaft für Landeskunde Oberösterreich. Linz 2008, XIV, 644 Seiten.
- Variationen der Linzer Kommunalwirtschaft im 20. Jahrhundert. In: Fritz Mayrhofer, Walter Schuster (Hrsg.): Linz im 20. Jahrhundert (= Historisches Jahrbuch der Stadt Linz 2007/2008/2009). Linz 2010, S. 369–518.
- Von der „Verstaatlichung“ zur „Entstaatlichung“ am Beispiel der Linzer Industrie. In: Fritz Mayrhofer, Walter Schuster (Hrsg.): Linz im 20. Jahrhundert (= Historisches Jahrbuch der Stadt Linz 2007/2008/2009). Linz 2010, S. 927–1008.
- Zahlen und Schicksale. Eine Strukturanalyse des Zwangsarbeiter[Innen]einsatzes in Österreich anhand des Aktenbestandes des „Österreichischen Versöhnungsfonds“. In: Dieter Bacher, Stefan Karner (Hrsg.): Zwangsarbeiter in Österreich 1939–1945 und ihr Nachkriegsschicksal. Ergebnisse der Auswertung des Aktenbestandes des „Österreichischen Versöhnungsfonds“. Ein Zwischenbericht. Innsbruck u. a. 2013, S. 61–115.
- Bibliographie zur oberösterreichischen Geschichte 2006–2010. Hrsg.: Gesellschaft für Landeskunde und Denkmalpflege Oberösterreich. Linz 2013, XIV, 629 Seiten (Auswahl aus damals 14.155 Titeln der Online-Fassung auf www.ooegeschichte.at).
- Zwangsarbeit für den Linzer Brückenkopf. 1.: Wurde für den Linzer Brückenkopf (Nibelungenbrücke, Rampe, Kai, Brückenkopfgebäude, Heinrich-Gleißner-Haus) Granit verwendet, der durch Zwangsarbeit von KZ-Häftlingen abgebaut worden war? 2.: Wurden für den Bau der Nibelungenbrücke (inkl. Rampe und Kai), der Brückenkopfgebäude und des Heinrich-Gleißner-Hauses ZwangsarbeiterInnen herangezogen?. Linz 2014, 63 Seiten (korrigierte Fassung eines Textes von 2009; ooegeschichte.at [PDF]).
- NS-Zwangsarbeits-Schicksale. Erkenntnisse zu Erscheinungsformen der Oppression und zum NS-Lagersystem aus der Arbeit des Österreichischen Versöhnungsfonds. Eine Dokumentation im Auftrag des Zukunftsfonds der Republik Österreich. Bremen 2014, 706 Seiten (korrigierte Druckfassung eines 2007 aus Datenschutzgründen unveröffentlicht gebliebenen Textes, ooegeschichte.at [PDF]).
- Zur Geschichte von Gelände und Umfeld der Johannes Kepler Universität Linz, unter besonderer Berücksichtigung der NS-Zeit im Raum Auhof-Dornach. Ein Beitrag zum 50-Jahr-Jubiläum der Johannes Kepler Universität Linz. Linz 2016, 115 Seiten (PDF auf jku.at).
- „Der Preis der Vergangenheit“. NS-Zwangsarbeit und Österreich im Rahmen des „Entschädigungs“-Diskurses. Erstellt im Auftrag des Museums Arbeitswelt Steyr, anlässlich der internationalen Wanderausstellung „Zwangsarbeit im Nationalsozialismus“, 12.5.–18.12.2016. Linz 2016, 27 Seiten (ooegeschichte.at [PDF]).
- Lager und lagerartige Unterkünfte der NS-Zeit in Wien, für das Online-Lexikon Wien Geschichte Wiki, auf Basis von Material des Österreichischen Versöhnungsfonds. 108 Lager-Artikel und vier "Bonus-Tracks", erstellt im Auftrag des Wiener Stadt- und Landesarchivs. Linz 2017, 102 Seiten (in teils stark gekürzter Fassung online enthalten in: Lager in Wien im Wien Geschichte Wiki der Stadt Wien).
- Wallfahrt Maria Pötsch – „... mehr ein Werk des Eigennutzes und der Spekulation als der wahren Frömmigkeit“? Die Entstehung der Wallfahrt Maria Pötsch als Erfüllung von Vision und letztem Wunsch einer Bäuerin aus Oberfeuchtenbach und im Kontext lokaler ökonomischer Probleme 1848-1853. Aktenmaterial aus dem Linzer Diözesanarchiv und dem Oberösterreichischen Landesarchiv. In: Heimatverein des Bezirkes Rohrbach (Hrsg.): Kultur und Geschichte im Bezirk Rohrbach. Heft 34, März 2024, S. 84–102.
- Bibliographie zur Geschichte der Städte Österreichs. Online-Dokumentation nach Vorarbeiten von Thomas Just, Willibald Katzinger, Rautgundis Machalka-Felser, Alois Niederstätter, Hannes Obermair, Susanne Claudine Pils, Maximilian Schimböck und Anneliese Schweiger (auf Basis einer FileMaker-Datenbank zur Österreichischen Städtebibliographie[1]).